# Inola cracentis
Inola cracentis is een spinnensoort in de taxonomische indeling van de kraamwebspinnen (Pisauridae).
Het dier behoort tot het geslacht Inol. De wetenschappelijke naam van de soort werd voor het eerst geldig gepubliceerd in 1982 door Hugh Davies.
De soort komt alleen voor in Queensland.